# Psammotettix emarginata
Psammotettix emarginata är en insektsart som beskrevs av Singh 1969. Psammotettix emarginata ingår i släktet Psammotettix och familjen dvärgstritar. Inga underarter finns listade i Catalogue of Life.